# 喜びの歌 〜canto alegria〜
『喜びの歌 〜canto alegria〜』（よろこびのうた カント・アレグリア）は、ZZの5枚目のシングル。

## 解説
表題曲はTBS系『ウンナンの気分は上々。』エンディングテーマ、日本テレビ系『キスだけじゃイヤッ!』エンディングテーマ、テレビ東京系『音時間』オープニング・エンディングテーマ、サークルK「新お弁当」CMソング。カップリングの「Circle」は「FIAアジアパシフィックラリー選手権第3戦ラリー北海道2003」テーマ・ソングで、「We can get the goal」はSBS『2003 SBSカップ国際ユースサッカー大会』テーマ・ソング。

## 収録曲
1. 喜びの歌 〜canto alegria〜
作詞：SOTARO　作曲・編曲：ZZ
2. Circle
作詞：SOTARO　作曲・編曲：ZZ
3. We can get the goal
作詞：SOTARO　作曲・編曲：ZZ
4. 喜びの歌 〜canto alegria〜 (Lantia Mix feat. NAOYA MATSUOKA)
5. 喜びの歌 〜canto alegria〜 (inst.)
6. Circle (inst.)
7. We can get the goal (inst.)